# Sébastien Godefroid
Sebastien ("Sebbe") Godefroid (Antwerpen, 19 maart 1971) is een Belgische zeiler. In de Finn-klasse haalde hij een zilveren medaille op de Olympische Zomerspelen van 1996 van Atlanta en werd hij in die discipline Europees kampioen in 1998 en wereldkampioen in 2001.
Tijdens de Spelen van 2000 en 2004 werd Godefroid telkens zevende. Vier jaar later, op de Olympische Zomerspelen van Bejing mocht hij de Belgische vlag dragen op de openingsceremonie. In de open multihull categorie behaalde hij er samen met Carolijn Brouwer de twaalfde plaats. De twee hadden tot 2007 ook jarenlang een relatie.
Na zijn olympische carrière legt Godefroid zich toe op het zeilen met kajuitjachten. Hij maakt deel uit van de vaste bemanning van het zeiljacht Antilope, een Grand Soleil 43, waarmee hij als stuurman een aantal overwinningen in binnen- en buitenland behaalde. Daarnaast stond hij een jaar aan het hoofd van het Vlaamse wedstrijdzeilen bij de VYF als federaal trainer, maar door interne strubbelingen kwam hier snel een eind aan.
Dankzij zijn sponsor, McDonald's, traint hij ook sinds 2008 het RBSC Youth team. Dit begon in de laser, maar evolueerde meer en meer naar de multihull, meer specifiek de Nacra 15 en Nacra 17. Zijn zeilers kapen vaak het podium weg, van nationale wedstrijden tot wereldkampioenschappen.
Godefroid richtte de Sebbe Sailing Academy op. Met deze organisatie wil hij topzeiltrainingen beschikbaar maken voor een breder publiek. Onder anderen de Belgische olympische zeilers Lucas Claeyssens en Eline Verstraelen volgden een opleiding op zijn zeilschool.

## Palmares
- 1990:  Kapels Sportfiguur van het Jaar
- 1996: : EK Finn
- 1996:  OS Atlanta Finn
- 1996:  Kapels Sportfiguur van het Jaar
- 1997:  Kapels Sportfiguur van het Jaar
- 1998:  EK Finn
- 1999:  Kapels Sportfiguur van het Jaar
- 2000:  WK Finn
- 2000: 7e: OS Sydney Finn
- 2000:  Kapels Sportfiguur van het Jaar
- 2001:  EK Finn
- 2001:  WK Finn
- 2004: 7e: OS Athene Finn
- 2007 - Extreme40, iShares Cup overall, 2e
- 2007:  WK Tornado (met Carolijn Brouwer)
- 2008: 12e: OS Peking Tornado (met Carolijn Brouwer)
- 2016:  BK Finn